# 陸瓚
陸瓚（1529年—？），字邦器，號思菴，浙江衢州府龍游縣人，民籍，明朝政治人物。

## 生平
嘉靖三十一年（1552年）壬子科浙江鄉試第四十三名舉人。嘉靖三十二年（1553年）聯捷癸丑科二甲第七名進士。刑部观政，授工部营缮司主事，丁忧。起复补本部，升虞衡司员外、屯田司郎中，嘉靖四十一年授广东雷州府知府，在官三年，不攜家屬，离去時行李蕭然。郡北十五里有泉清冽，人以比之，立碑其側號曰「陸公泉」。轉山東按察副使，巡視海道萊州。隆慶二年（1568年）九月，遷四川布政司右參政。年四十即乞歸，居鄉三十餘年。

## 家族
曾祖陸孔彰；祖父陸孟良；父陸樓，封主事；母徐氏。兄陆球、陆璿、陆琣、陆佐（工部郎中）、陆堪、陆玑。